# Assistência médica na África do Sul
A expansão da AIDS é um problema alarmante na África do Sul chegando a atingir 31% das mulheres grávidas em 2005 e uma taxa de infecção nos adultos estimada em 20%. A ligação entre HIV, um vírus transmitido principalmente por contato sexual, e SIDA foi negado há muito tempo pelo presidente Thabo Mbeki e pelo ministro da saúde Manto Tshabalala-Msimang, que insiste que as muitas mortes no país são causadas por má nutrição, e muita pobreza, e não pelo HIV. Em 2007, em resposta a pressões internacionais, o governo fez esforços para combater a SIDA. Em setembro de 2008 Thabo Moeki foi expulso pelo Congresso Nacional Africano e Kgalema Motlanthe foi apontado para o interim. Uma das primeiras ações de Motlanthe foi substituir Tshabalala-Msimang pela atual ministra da saúde, Barbara Hogan.
A SIDA afeta principalmente aqueles que são sexualmente ativos e é muito mais presente na população negra. A maioria das mortes são de pessoas economicamente ativas, resultando em muitas famílias perdendo sua principal fonte de renda. Isso tem resultado em muitos órfãos pela AIDS que em muitos casos dependem do estado para suporte financeiro e médico. É estimado que há 1,2 milhões de órfãos na África do Sul. Muitas pessoas mais velhas também perdem o apoio dos membros mais jovens da família. Cerca de 5 milhões de pessoas estão infectadas pela doença.
A África do Sul, mesmo com muitos problemas envolvendo a saúde pública (principalmente a SIDA), abriga o maior hospital do mundo, o Hospital Chris Hani Baragwanath, com 173 hectares de área, 3.200 camas e 6.760 funcionários. Esse hospital fica na área de Soweto, Joanesburgo.